# AI no Idenshi
AI no Idenshi (AIの遺電子?), también conocida como The Gene of AI en inglés, es una serie de manga japonesa escrita e ilustrada por Kyūri Yamada. Fue serializada en la revista Weekly Shōnen Champion de Akita Shoten desde noviembre de 2015 hasta agosto de 2017, con sus capítulos recopilados en ocho volúmenes tankōbon.
Un manga secuela, AI no Idenshi: Red Queen, se serializó en Bessatsu Shōnen Champion desde octubre de 2017 hasta junio de 2019 y se ha recopilado en cinco volúmenes. Una tercera serie, AI no Idenshi: Blue Age, se ha serializado en Bessatsu Shōnen Champion desde julio de 2020 y se ha recopilado en cinco volúmenes a partir de diciembre de 2022.
Una adaptación a serie de televisión anime producida por Madhouse se emitió entre julio y septiembre de 2023, con un total de doce episodios.

## Personajes
Hikaru Sudō (須堂 光 Sudō Hikaru?)
 Seiyū: Takeo Ōtsuka (actor de voz)
Risa Higuchi (樋口 リサ Higuchi Risa?)
 Seiyū: Yume Miyamoto
Jay (ジェイ Jei?)
 Seiyū: Mutsuki Iwanaka
Kaoru (カオル?)
 Seiyū: Natsumi Takamori

## Contenido de la obra

### Manga
AI no Idenshi está escrito e ilustrado por Kyūri Yamada. Se serializó en la revista Weekly Shōnen Champion de Akita Shoten desde el 5 de noviembre de 2015 hasta el 24 de agosto de 2017. Se ha recopilado en ocho volúmenes de tankōbon, publicados desde abril de 2016 hasta noviembre de 2017. Se publicó un manga secuela, titulado AI no Idenshi: Red Queen, en Bessatsu Shōnen Champion del 12 de octubre de 2017 al 12 de junio de 2019. Se publicaron cinco volúmenes de tankōbon desde abril de 2018 hasta agosto de 2019. Una tercera serie, titulada AI no Idenshi: Blue Age, comenzó a serializarse en Bessatsu Shōnen Champion el 10 de julio de 2020. A diciembre de 2022, se han lanzado cinco volúmenes tankōbon.

### Anime
El 8 de diciembre de 2022 se anunció una adaptación a formato anime,  producida por Madhouse, dirigida por Yuzo Sato, con guiones escritos por Ryunosuke Kingetsu, diseños de personajes a cargo de Kei Tsuchiya —quien también se desempeña como director de animación en jefe—, y música compuesta por Takashi Ohmama y Natsumi Tabuchi.
La serie cuenta con doce episodios y se estrenó el 8 de julio de 2023 en el bloque de programación Animeism, en MBS y otras afiliadas. Finalizó el 30 de septiembre de 2023.
El tema de apertura es "No Frontier" de Aile The Shota, mientras que el tema de cierre es "Wasurenagusa" de Greeeen. Crunchyroll obtuvo la licencia de la serie fuera de Asia. Muse Communication obtuvo la licencia de la serie en Asia-Pacífico.